# Chapter 27
Chapter 27 és una pel·lícula nord-americana protagonitzada per l'actor Jared Leto en el paper de Mark David Chapman, assassí de l'ex-beatle John Lennon. El film retrata psicològicament l'assassí i mostra els dies previs a l'assassinat i el col·lapse mental que el va portar a cometre'l.
El títol del film, "Capítol 27", és una metàfora del que podria haver estat l'últim capítol de la novel·la El vigilant en el camp de sègol (The Catcher in the Rye), de Jerome David Salinger, que té vint-i-sis capítols i que Chapman va citar com a font d'inspiració per a cometre l'assassinat. La pel·lícula va ser estrenada el 2008.